# Museo Arqueológico Municipal de Montoro
El Museo Arqueológico Municipal de Montoro es, como su nombre indica, un museo de gestión y propiedad municipal ubicado en la ciudad de Montoro, en la provincia de Córdoba, España. 
Inaugurado el 28 de febrero de 1992, el museo está ubicado en el interior de la iglesia de Santa María de la Mota, situada en la plaza del mismo nombre en el centro histórico de la ciudad, donde antiguamente se emplazaba un castillo. 

## Colección
La colección del museo contiene piezas de la Prehistoria, ibéricas, romanas, visigodas y medievales, así como otros objetos de interés etnológico de tiempos más modernos además de rocas y minerales.
Una de las piezas más destacada es una escultura thoracata de época del emperador Trajano.